# Badaga jezik
Badaga jezik (badag, badagu, baduga, badugu, vadagu; ISO 639-3: bfq), jezik naroda Badaga u brdima Kunda, koji se govori u nekih 200 sela na području indijske države Tamil Nadu. 
Pripada dravidskoj porodici i s još tri jezika, holiya [hoy], kannada [kan] i urali [url] (India) čini podskupinu kannada. Ranije se pisao na kannada pismu, što već duže vrijeme nije u praksi, danas na tamilskom

## Vanjske poveznice
- Ethnologue (14th)
- Ethnologue (15th)